# La sentinella (romanzo)
La sentinella (titolo originale The Sentry (A Joe Pike Novel)) è un romanzo giallo/thriller dello scrittore statunitense Robert Crais, pubblicato nel 2011. Fa parte del ciclo di Elvis Cole e Joe Pike e ne costituisce il quattordicesimo episodio.
Il libro è stato tradotto in francese, italiano, spagnolo e polacco.

## Trama
Venice, Los Angeles. L'ex poliziotto Joe Pike sventa una rapina in un piccolo negozio d'alimentari facendo arrestare i colpevoli, appartenenti a una gang messicana. Il proprietario dell'esercizio, Wilson Smith, trasferitosi da New Orleans dopo l'uragano Katrina, viene raggiunto dalla bella nipote Dru Rayne. Joe Pike riesce a mettersi in contatto con il capo della gang, Miguel Azzara, dietro il quale si cela la potente mafia messicana. Nonostante la promessa di quest'ultimo, Smith e la nipote spariscono nel nulla. Joe Pike chiede aiuto all'amico investigatore privato Elvis Cole e viene a sapere che entrambi gli assalitori di Wilson Smith sono stati ritrovati cadaveri. Contemporaneamente Cole scopre che Dru aveva una relazione con lo "zio" Wilson Smith e, cosa più grave, che zio e nipote non sono chi dicono di essere. Infatti le loro identità appartengono a due persone date per morte durante l'uragano Katrina. Pike e Cole si mettono sulle tracce dei due fuggiaschi, diventando loro stessi un bersaglio fino al drammatico confronto finale.

## Edizioni in  italiano
- Robert Crais, La sentinella, traduzione di Annamaria Raffo, Mondadori, Milano 2013, EAN 9788804631071